# Краснолицый гульман
Краснолицый гульман (лат. Trachypithecus vetulus) — вид приматов из семейства мартышковых.

## Описание
Тело тонкое, хвост длинный. Длина тела самцов 50—65 см, самок 45—60 см. Длина хвоста самцов 67—85 см, самок 62—82 см. Вес самцов 6,2—10 кг, самок 3,1—9 кг. Мех коричнево-чёрного цвета, безволосое чёрное лицо только обрамляет борода от белого до коричневато-белого цвета.

## Среда обитания
Эндемик Шри-Ланки. Их среда обитания это леса различных типов, в том числе тропические леса и горные леса до 2000 метров над уровнем моря.

## Поведение
Живут в основном на деревьях в гаремных группах. Остальные самцы образуют холостяцкие группы численностью от 2 до 14 животных. Это территориальные животные, реагируют агрессивно на другие группы. Самцы из холостяцких групп могут атаковать лидера гаремной группы, чтобы взять группу под свой контроль. Если это удастся, они часто прибегают к детоубийству, чтобы породить собственное потомство. Эти приматы питаются преимущественно листьями, но также едят плоды, семена и цветы. У них есть многокамерный тонкий желудок для лучшего переваривания растительной пищи.

## Размножение
После 195—210-и дневной беременности, самка рождает одного детёныша. У новорожденного сначала бурый мех, приобретает окраску взрослых за несколько недель. В возрасте 7—8 месяцев детёныши отлучаются от груди, половая зрелость наступает в возрасте около 4 лет. Самцы должны покинуть родную группу в это время.

## Охрана вида
Вырубка лесов и, в меньшей степени охота привели к снижению численности популяций. Вид занесён в Приложение II СИТЕС. Встречается во многих охранных территориях.